# Народоосвободителен младежки съюз на Македония
Народоосвободителен младежки съюз на Македония (на македонска литературна норма: Народноослободителен младински сојуз на Македонија) (НОМСМ) е младежка комунистическа организация на младежи от Македония през Втората световна война. Активността на организацията се направлява от местните комитети на ЮКП, а по-късно и на МКП. По-късно се създават Младежки комитет за Македония, Покрайненски комитет на СКМЮ за Македония, Акционен комитет на НОМСМ. Тези комитет се занимават с привличане на младежите в движението и в единиците на партизаните.
По-късно в село Фущани е проведен Първия конгрес на Антифашистката младеж на Македония, в който участват 280 делегати от всички краища на Македония. Отделно присъстват младежи от България, Гърция и Албания. На конгреса е съставен НОМСМ, избрано е ръководство, приета е резолюция и обръщение към младежта на Македония.